# Vaux-le-Pénil
Vaux-le-Pénil là một xã trong vùng hành chính Île-de-France, thuộc tỉnh Seine-et-Marne, quận Melun, tổng Melun-Nord. Tọa độ địa lý của xã là 48° 31' vĩ độ bắc, 02° 40' kinh độ đông. Vaux-le-Pénil có điểm thấp nhất là 37 mét và điểm cao nhất là 96 mét. Xã có diện tích 11.64 km², dân số vào thời điểm 1999 là 10.688 người; mật độ dân số là 918 người/km².

## Dân số
Người dân ở Vaux-le-Pénil được gọi là Penivauxois.
Điều tra dân số năm 1999, xã này có dân số là 10.688.